# Tvrđan
Tvrđan en serbe latin et Tvërgjan en albanais (en serbe cyrillique : Тврђан) est une localité du Kosovo située dans la commune/municipalité de Leposavić/Leposaviq, district de Mitrovicë/Kosovska Mitrovica. Selon des estimations de 2009 comptabilisées pour le recensement kosovar de 2011, elle compte 186 habitants, dont une majorité de Serbes.

## Géographie
Tvrđan/Tvërgjan est située à 2 km au nord de Leposavić/Leposaviq, sur les rives de la rivière Tvrđanska reka, un affluent droit de l'Ibar. Le village fait partie de la communauté locale de Leposavić/Leposaviq.

## Histoire
Sur le territoire du village se trouve le site archéologique de Tvrđan, qui remonte aux IIe et IIIe siècles.

## Démographie

### Évolution historique de la population dans la localité
| 1948 | 1953 | 1961 | 1971 | 1981 | 1991 | 2009 |
| ---- | ---- | ---- | ---- | ---- | ---- | ---- |
| 264  | 283  | 293  | 351  | 231  | 453  | 186  |

|  |